# Discurso

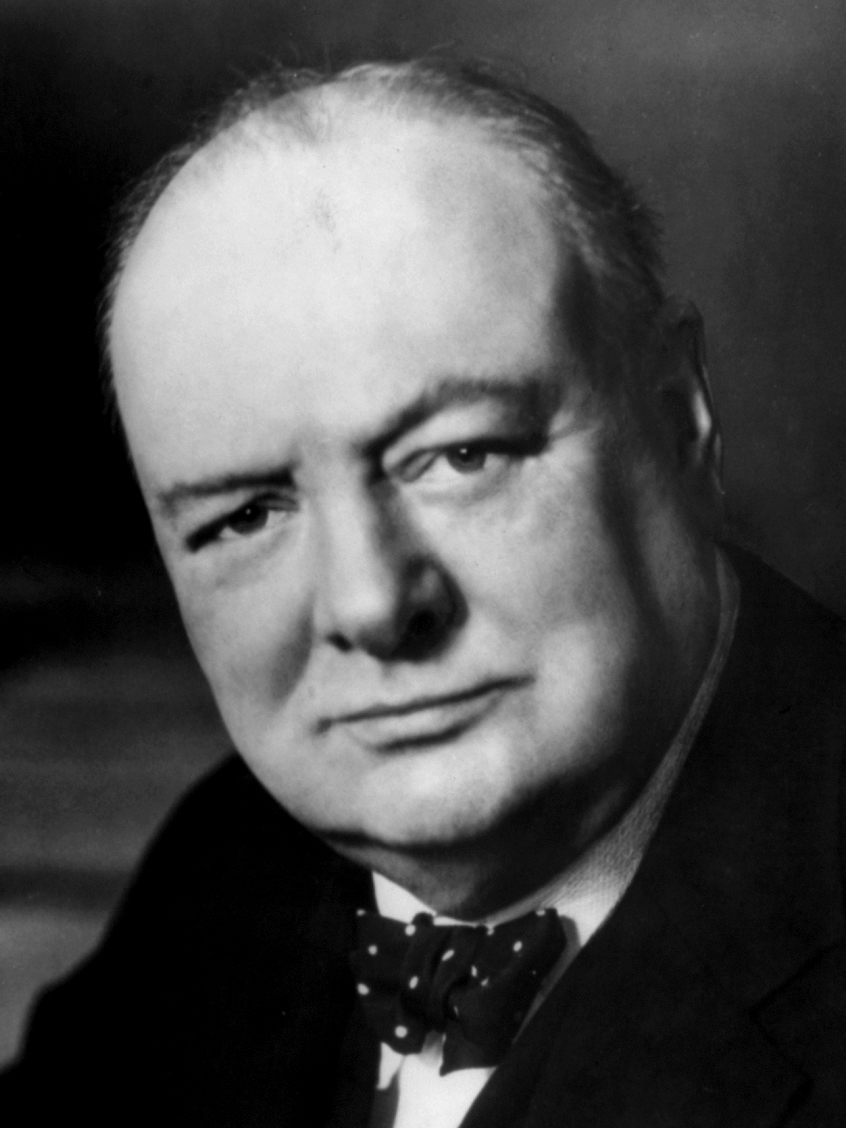
Winston Churchill usou métodos discursivos enfatizando a luta por soberania durante a Segunda Guerra Mundial.

O termo discurso admite muitos significados. O mais conhecido deles é do discurso como uma exposição metódica sobre certo assunto. Um conjunto de ideias organizadas por meio da linguagem de forma a influir no raciocínio, ou quando menos, nos sentimentos do ouvinte ou leitor.
Outro significado corrente, muito usado entre os linguistas, cientistas sociais e estudiosos da Comunicação - como Michel Foucault e Émile Benveniste -, porém menos difundido, é do o discurso como algo que sustenta e ao mesmo tempo é sustentado pela ideologia de um grupo ou instituição social. Ou seja, ele é baseado em um conjunto de pensamentos e visões de mundo derivados da posição social desse grupo ou instituição que permitem que esse grupo ou instituição se sustente como tal em relação à sociedade, defendendo e legitimando sua ideologia, que é sempre coerente com seus interesses.
O termo discurso é ainda reivindicado por linguistas, psicólogos, antropólogos e sociólogos de diversas orientações teóricas. Assim, ora aparece associado a perspectivas cognitivistas, ora a concepções interacionistas, pragmáticas etc. Há ainda aproximações do termo discurso com conceitos como o de texto e o de gênero textual, sendo que nas abordagens mais textuais a ideia de unidade semântica do texto se apresenta como fator relevante. Na visão de Trask (2006, p. 84), é o fato de um dado texto escrito ou falado ser conexo que o caracteriza como discurso. Nesse sentido, são importantes as noções de coesão e coerência, oriundos da Linguística Textual.
A diversidade de acepções em que se emprega a noção de discurso resulta em que perspectivas teóricas bastante distintas e até antagônicas façam uso corrente do termo. É assim que além da tradição francesa de Análise do Discurso e das teorias enunciativas - como a de Benveniste - outras orientações, majoritária e originalmente de institucionalização anglo-saxônica e americana, tais como a Linguística Textual, a Sociolinguística Interacional, a Análise da Conversação, dentre outras, apliquem frequentemente o termo em seus próprios campos, reconceitualizando-o de acordo com seus respectivos referenciais teóricos. Parte da confusão em torno da ideia de discurso pode ser explicada pela afirmação de Maingueneau (2008) de que em algumas disciplinas a noção é tomada como objeto, ao passo que em outras se configura como ponto de vista.
O segundo significado apontado anteriormente não deve ser confundido com as noções de texto e de enunciado, pois, enquanto estes se referem principalmente a uma manifestação específica e concreta da linguagem, o discurso é algo que vai além dos textos e enunciados que se baseiam nele. O discurso dá sustentação aos enunciados e ao mesmo tempo é reforçado pelos enunciados que o realizam, mas nunca poderá se restringir a um enunciado específico nem poderá existir sem esses enunciados.

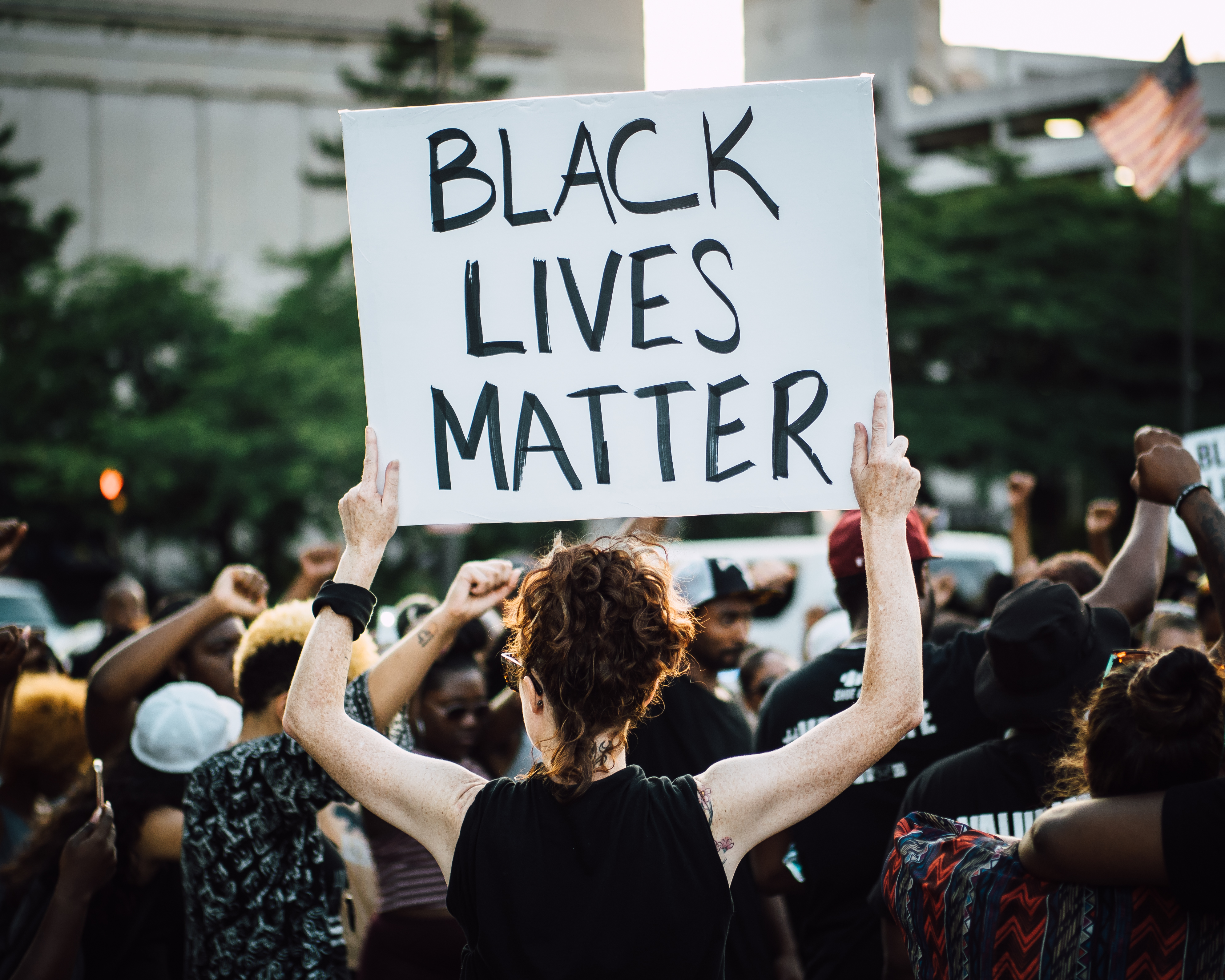
O movimento Black Lives Matter é um exemplo de movimento ideológico que visa debater e mudar socialmente a situação da população afro-descendente nos Estados Unidos.

De meados do século XX até os dias de hoje, consolidaram-se três maneiras distintas de empregar o discurso:
- como demarcação dos campos do saber, seja ele prático ou teórico. É o que queremos dizer, por exemplo, com o discurso do jornalismo, o discurso da física, entre outros.
- como demarcação de planos ideológicos (o discurso marxista e o discurso fundamentalista, por exemplo).
- como demarcação de planos históricos ou epistemológicos (é caso dos discursos renascentista, iluminista, geneticista, criacionista etc).

## Discurso segundo Aristóteles

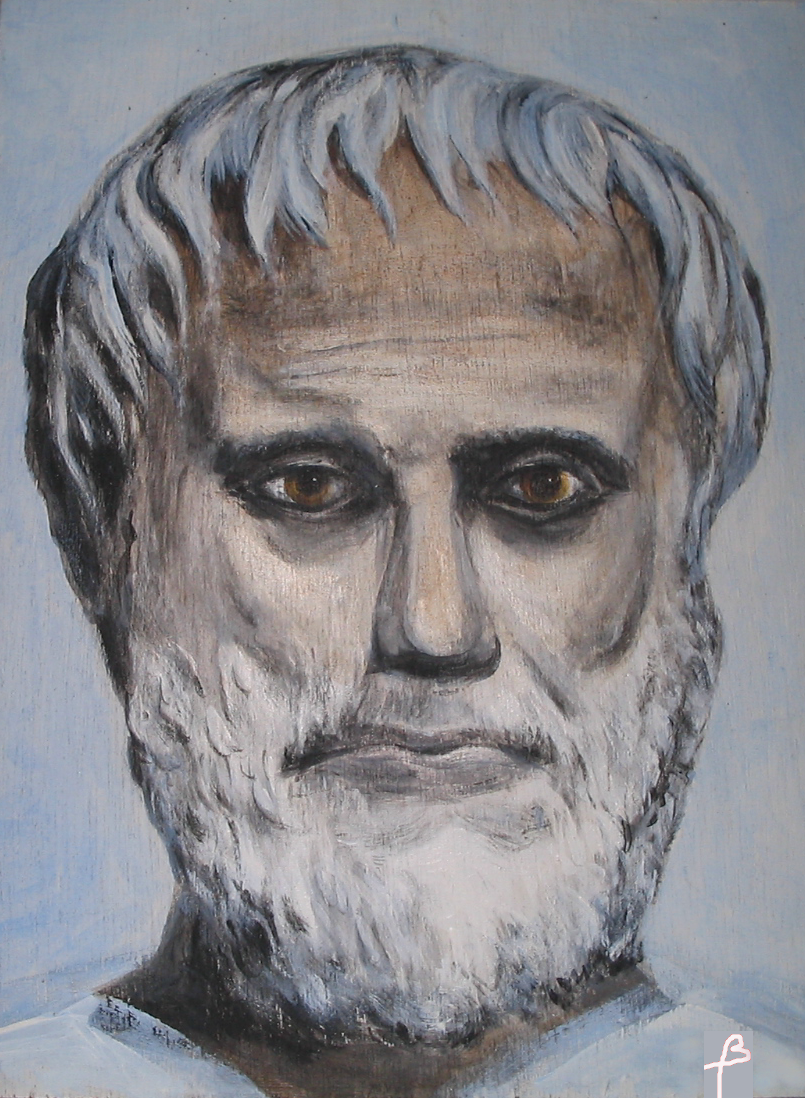
Aristóteles, pintura de Jules Grandgagnage

Aristóteles, ao longo do Organon, acaba tipificando quatro espécies de discurso, segundo sua finalidade, ordenando-os segundo o grau de rigor que o método produz. A concepção de discurso tratada por Aristóteles se liga mais à primeira acepção da palavra, conforme explicado anteriormente.
- O discurso lógico, que é o método pelo qual se atinge a uma certeza no qual o axioma resultante é tido como verdadeiro e indubitável, pode ser produzido mecânica ou eletronicamente por engenhos e tem indispensável aplicação, principalmente, na matemática.

- O discurso dialético, que embora não objetive alcançar a certeza absoluta, tenta obter a máxima probabilidade de certeza e veracidade que se verifica da síntese entre duas afirmações antagônicas, a saber a tese e sua antítese.

- Já no discurso retórico não há o menor comprometimento na busca da verdade, nem da sua demonstrável probabilidade. Aqui o orador ou escritor objetiva apenas convencer o ouvinte ou leitor de que sua tese é certa ou verdadeira, utilizando-se do modo de falar, dos gestos e até da maneira de se vestir como fatores para influenciá-lo ou persuadi-lo.

- No discurso poético o grau de certeza ou veracidade nada importa, ou melhor, até pode laborar contra o discurso posto que aí a razão é abandonada em favor da ficção ou da fantasia. Neste método o que  é influir na emoção e não no raciocínio do ouvinte ou leitor, como modo de impressioná-lo.

## Discurso segundo Émile Benveniste
Segundo a concepção do linguista francês Émile Benveniste, o discurso é a expressão da língua como instrumento de comunicação.
Benveniste foi responsável pelo desenvolvimento da Teoria Enunciativa, em que define enunciação como a necessidade de referir pelo discurso. A enunciação é entendida como um processo pelo qual o sujeito do discurso mobiliza a língua por sua própria conta, ela converte a língua em discurso pelo emprego que o locutor faz dela, semantizando-a. Simplificando, a enunciação é a discursivização da língua.
Dentro desse conceito surge o sujeito do discurso, tido como centro de referência interna, do qual emergem marcas de pessoa (eu – tu), de ostensão, espaço e tempo, representadas por pronomes. Definem-se o locutor, quem fala, e o alocutário, o outro para quem se fala, além da não pessoa “ele”, qualquer um ou qualquer coisa de que se fala no discurso. Essas formas pronominais não remetem à realidade nem a posições objetivas no espaço e no tempo remetem unicamente à enunciação que as contém. Cria-se então uma realidade de discurso, original e fundamental. A dimensão semântica proposta pelo linguista trata da língua colocada em uso por um locutor e diferencia-se do caráter estruturalista da obra de Saussure, em que o sujeito se encontra na fala e não constitui objeto da linguística.
Uma das principais críticas ao conceito benvenistiano de discurso vem de Michel Pêcheux, em sua obra Semântica e discurso, na qual afirma que esse conceito  funda-se em distorções individuais, escapando do processo de produção por uma variedade ilimitada própria da fala, tornando-se um avatar dela.

## Discurso segundo Michel Foucault

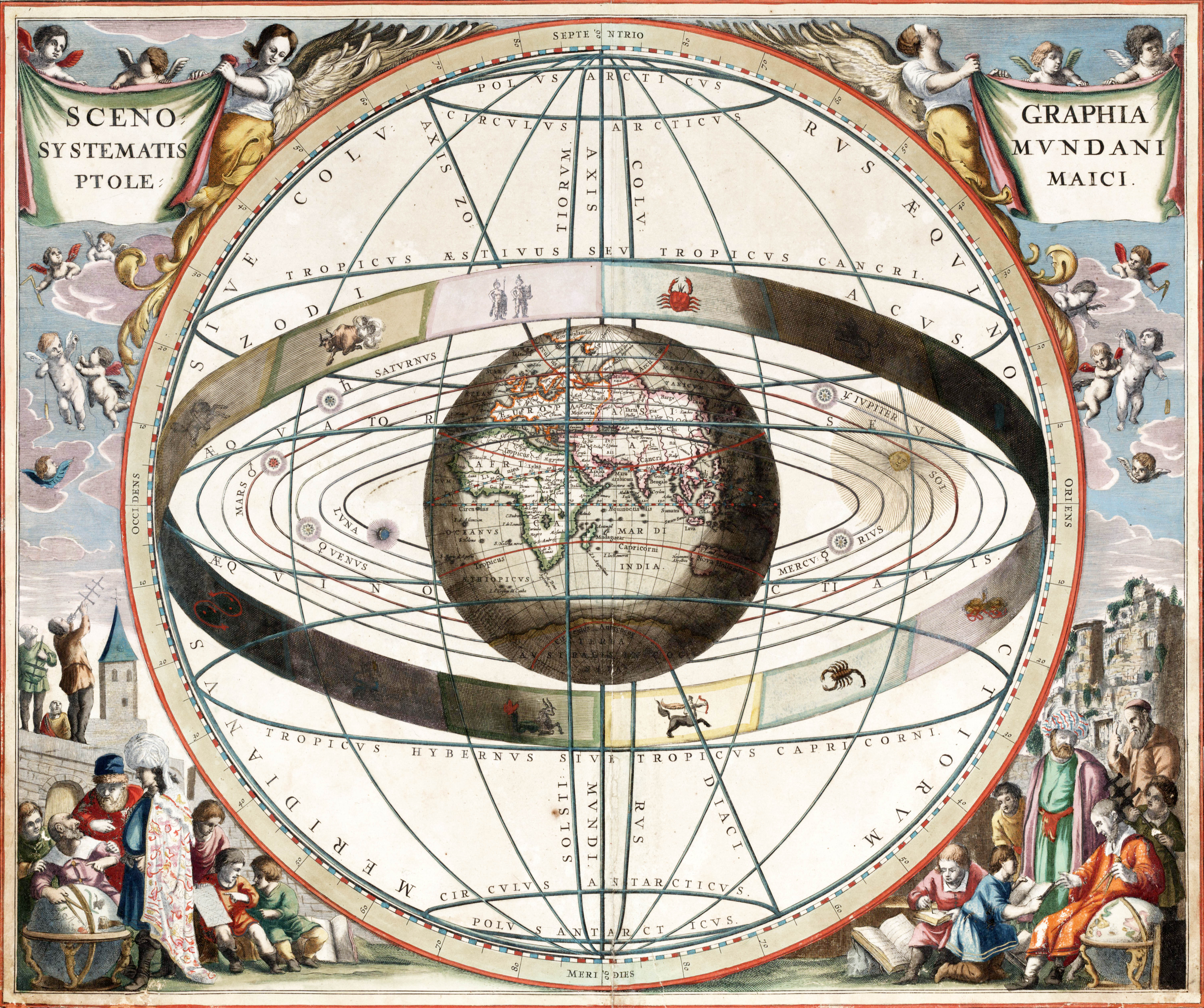
Representação tridimensional do modelo geocêntrico, 1660

Em A Ordem do Discurso, de 1970, Michel Foucault analisa a formação e manutenção dos discursos baseando-se nos tensionamentos de poder e controle social.
Para o autor, o discurso atravessa todos os elementos da experiência, pois o discurso está em todo conjunto de formas que comunica um conteúdo, qualquer seja a linguagem à qual pertençam.
Segundo Foucault, mais importante que o conteúdo dos discursos, é o papel que eles desempenham na ordenação do mundo: um discurso dominante tem o poder de determinar o que é aceito ou não numa sociedade, independentemente da qualidade do que ele legitima. O discurso dominante não está comprometido com uma verdade absoluta e universal. Pelo contrário, é ele que produz a verdade (logo, esta é arbitrária), que legitima um certo campo de enunciados e marginaliza outros - num processo que o autor chama de partilha da verdade.
Para Foucault, haverá sempre um desnível entre os discursos; haverá sempre um discurso constrangendo os demais a se restringirem à verdade que ele estabelece. Logo, não importa a substância daquilo que um discurso profere, e sim o seu posicionamento nessa malha de tensões sociais.
Aquilo que pode ser dito ou feito em uma sociedade é definido por critérios muito mais arbitrários que propriamente orientados por um significado maior, uma fundamentação conceitual sólida. Importa apenas o que o discurso dominante estabelece como verdade, em favor de sua manutenção.

## Discurso Referencial
É aquele que se pretende neutro e verdadeiro, fazendo o possível para assumir um caráter científico. Com foco no referente, naquilo para que um enunciado remete, esse tipo de discurso busca legitimar-se descrevendo os fatos com impessoalidade a fim de transmitir a ideia de que a realidade não está sendo mediatizada. Muito comum no trabalho jornalístico, para se consolidar ele faz uso de três estratégias – a desembreagem enunciva], a ancoragem e a objetivação. Esta última é a materialização dos dados, conceitos e ideias a fim de facilitar sua compreensão utilizando-se, por exemplo, de gráficos e tabelas.

## Leituras adicionais
- FOUCAULT, Michel A ordem do discurso. São Paulo, Loyola, 1996.
- MACHADO. Sérgio B. A ideologia de Marx e o discurso de Foucault: convergências e distanciamentos. Sociologias, Porto Alegre, ano 12, n. 23, jan-abr. 2010, p. 46-73.
- MAINGUENEAU, D. Discurso e análise do discurso. In: SIGNORINI, I. [Re]Discutir texto, gênero e discurso. São Paulo: Parábola Editorial, 2008.
- PÊCHEUX. Michel. Semântica e discurso: uma crítica à afirmação do óbvio. Campinas, Editora da UNICAMP, 1995.
- TRASK, R. L. Dicionário de Linguagem e Linguística. Tradução de Rodolfo Ilari. São Paulo: Contexto, 2006. [Entrada 'discurso', p. 84].